# Aethes chilesi
Aethes chilesi es una especie de polilla del género Aethes, categorizada en la tribu Cochylini, de la subfamilia Tortricinae.

## Distribución
Se distribuye por Ecuador.

## Taxonomía
Fue descrita por Razowski & Wojtusiak en 2008 y publicada en (Aethes), Genus 19: 504.